# 韦尔河畔栋布罗
韦尔河畔栋布罗（法語：Dombrot-sur-Vair，法語發音：[dɔ̃bʁo syʁ vɛʁ] ⓘ）是法国大東部大區孚日省的一个市镇，属于讷沙托区。

## 地理
韦尔河畔栋布罗（48°15'54"N, 5°53'17"E）面积9.04 平方千米，位于法国大東部大區孚日省，该省份为法国东北部内陆省份，北起默兹省和默尔特-摩泽尔省，西接上马恩省，南至上索恩省和贝尔福地区省，东临上莱茵省和下莱茵省。
与韦尔河畔栋布罗接壤的市镇（或旧市镇、城区）包括：韦库尔、拉讷沃维尔-苏沙特努瓦、圣芒日、桑多库尔、欧赞维利耶、韦尔河畔贝尔蒙、弗赖讷河畔日龙库尔。

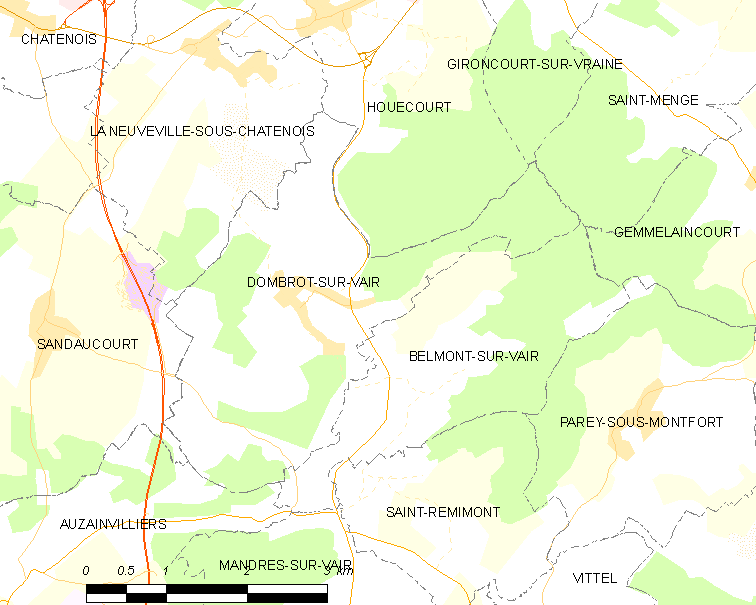
韦尔河畔栋布罗的OSM定位图

韦尔河畔栋布罗的时区为UTC+01:00、UTC+02:00（夏令时）。

## 行政
韦尔河畔栋布罗的邮政编码为88170，INSEE市镇编码为88141。

## 政治
韦尔河畔栋布罗所属的省级选区为维泰勒县。

## 人口

1962-2008年间韦尔河畔栋布罗人口变化图示

韦尔河畔栋布罗于2022年1月1日时的人口数量为241人。